# Larry D. Alexander
Larry Dell Alexander (Dermott, 30 maggio 1953) è un artista e scrittore statunitense.
Nato e cresciuto in Arkansas, ha iniziato a disegnare all'età di quattro anni. La sua notorietà ha avuto un picco dopo aver disegnato e inviato il Clinton Family Portrait alla Casa Bianca.
Dal 1996 al 2006, Alexander ha fatto un viaggio all'anno per supportare i bambini in Arkansas, conducendo un tour settimanale e mettendo in atto delle esposizioni. Il suo primo libro, African-American History at a Glance, è stato usato come testo di supporto per le scuole in Irving (Texas).
Inoltre Alexander ha scritto sette studi biblici e pubblica in rete un ulteriore approfondimento, settimanalmente.

## Biografia

### Formazione scolastica
Larry Dell Alexander, nato il 30 maggio 1953 a Dermott (Arkansas), è il secondo dei nove figli di Robert e Janie Alexander. Suo padre era un camionista e sua madre una parrucchiera.
Alexander iniziò a disegnare all'età di quattro anni e non ha ricevuto alcun tipo di insegnamento formale durante la crescita.
Dopo aver completato gli studi alla Dermott High School nel 1971, Alexander si è trasferito a Pine Bluff, dove ha intrapreso gli studi di architettura e design residenziale alla Pines Vocational Technical School.

### Vita a Detroit
Al termine degli studi si è trasferito a Detroit, per cercare un impiego nel suo settore, ma ha finito per lavorare in una catena di montaggio di automobili Chrysler. Da lì è nato in lui un interesse per il funzionamento interno delle automobili. Questo lo ha portato ad ottenere una certificazione di meccanico, vocazione che ha continuato a sviluppare per i diciassette anni successivi.
Ha incontrato la propria moglie, Patricia, durante il periodo passato a Detroit, e successivamente si sono trasferiti insieme a Irving.

### Carriera artistica

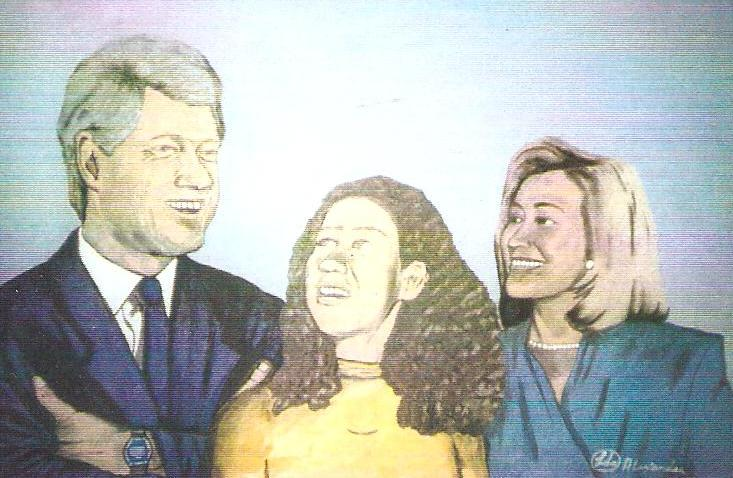
La sua opera più celebre, Clinton Family Portrait

La prima idea artistica gli fu data da un gruppo di amici con cui ebbe un accordo: prima che Bill Clinton venisse eletto presidente, decisero che se avesse vinto le elezioni un candidato nato in Arkansas, lo avrebbero usato come soggetto per un ritratto. Ispirato dalla vita e da ciò che lo circondava, Alexander vede il suo talento artistico come il suo compito, diretto e sviluppato da Dio.
La sua carriera da artista professionista è iniziata nel 1991, quando ha iniziato a sviluppare il suo stile a penna, che consisteva nel disegnare linee tratteggiate perpendicolari per creare un effetto chiaroscuro. Inizialmente usava questa tecnica per creare molti biglietti d'auguri sotto il nome dell'oggi estinta Alexander Greeting Card Company. Tra il 1991 e il 1994 ha creato oltre ottanta opere, tra cui Renetta, Girlfriends, Cowboy Fiddler, Young Kennedys e Roundup.
Nel 1995 in un articolo nel giornale Worth Star-Telegram, Colvin Gibson, presidente della Irving Black Art Council, ha detto:
(Colvin Gibson, Worth Star-Telegram)
Nel 1996, Alexander ha completato la sua prima serie artistica, composta da venti opere e intitolata The Dermott Series - A Childhood Worth Remembering nella quale mostra con un occhio nostalgico la Dermott nella quale ha trascorso la propria infanzia. I dipinti con colori ad olio e acrilici raffigurano persone, luoghi e strutture riconoscibili. Alexander spiega di aver prodotto questa serie per vari motivi personali, ed è sorpreso del successo avuto in Texas. In questa serie compaiono Birthplace, Where I grew up, Picking Cotton, Cotton Gin, Hot Grits e altre opere.
Oggi, sei opere della sua Dermott Series riguardanti la sua infanzia, fanno parte della collezione permanente della Arts & Science Center for Southeast Arkansas. Altre opere di Alexander si trovano in collezioni private.
Nel 1998 durante uno dei suoi Arkansas School Tours ha aggiunto delle tappe a Greenville (Carolina del Sud) e Memphis, dove ha svelato la sua nuova serie di opere dipinte esclusivamente con colori acrilici, intitolata The Delta Series. Fanno parte di questa serie rappresentazioni della piana alluvionale del Mississippi, da Monroe in Louisiana a Memphis, un dipinto di Graceland (un tempo dimora di Elvis Presley) e il palazzo di giustizia di Greenville.

#### Galleria d'immagini

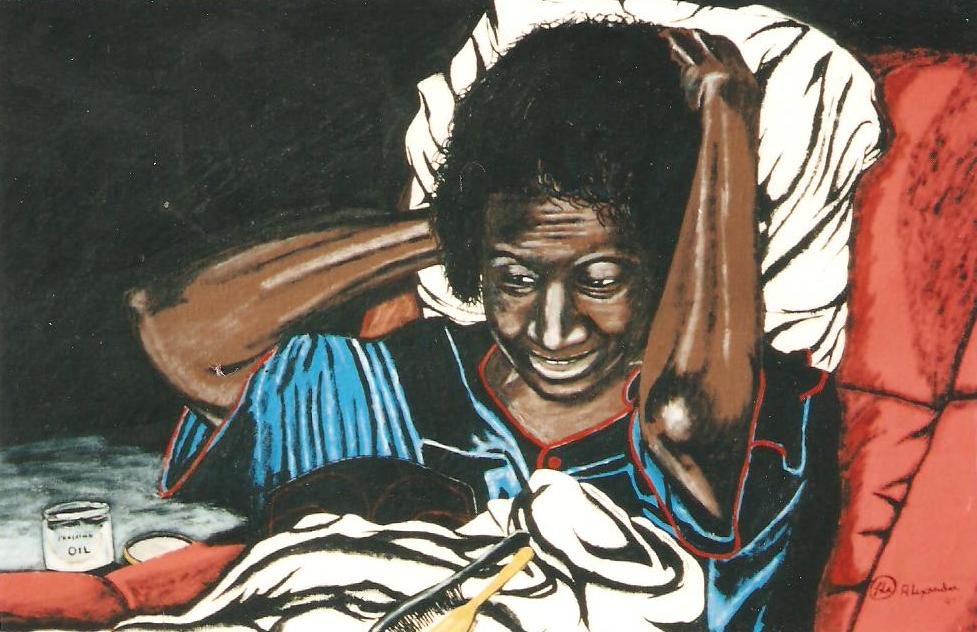
Aunt Ira Mae
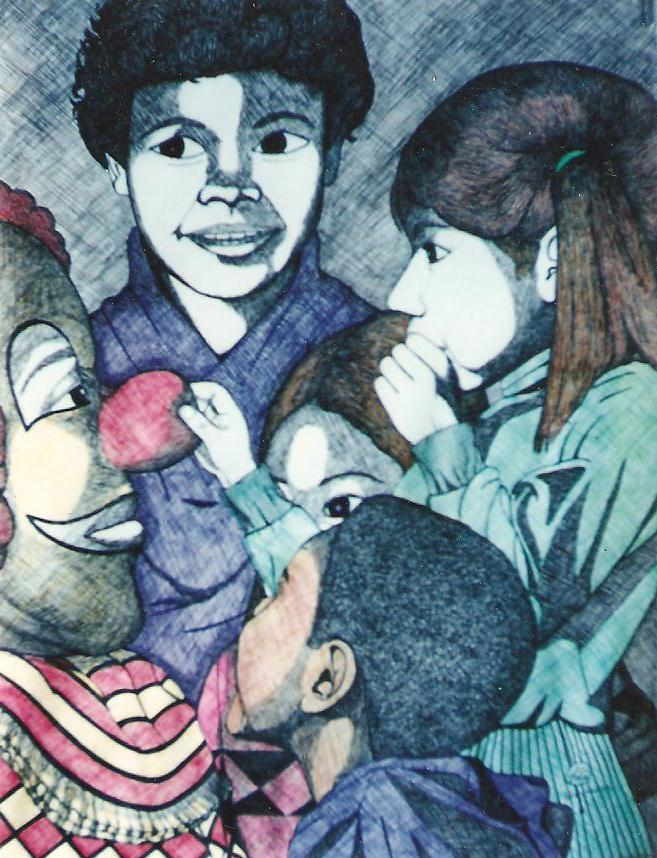
Send in the Clown
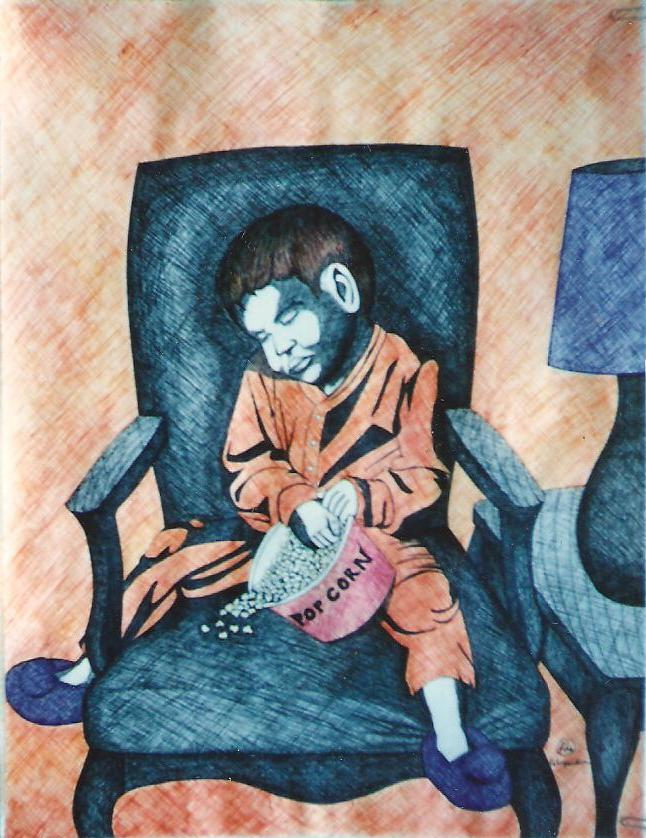
Sleepy Head
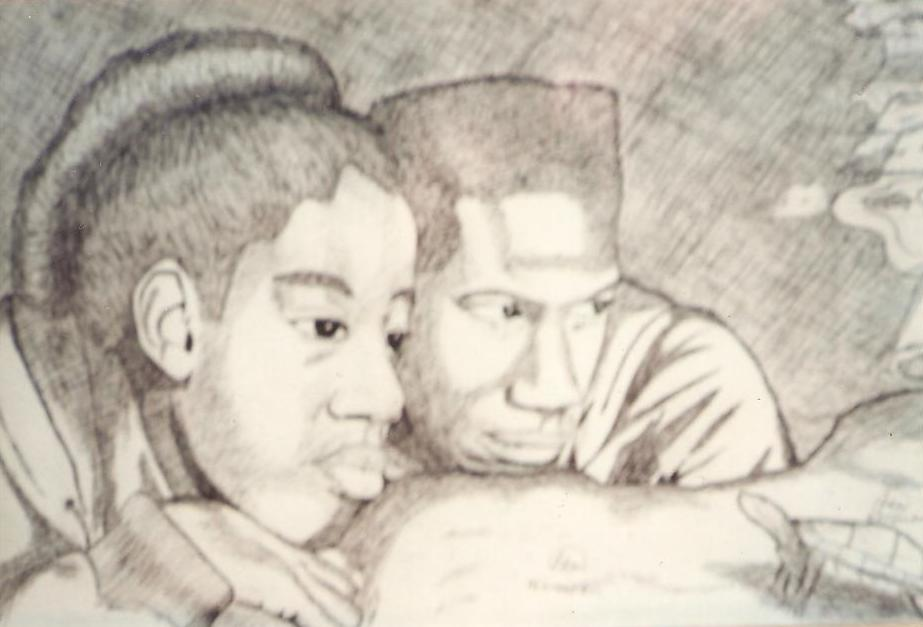
Down by the Sea
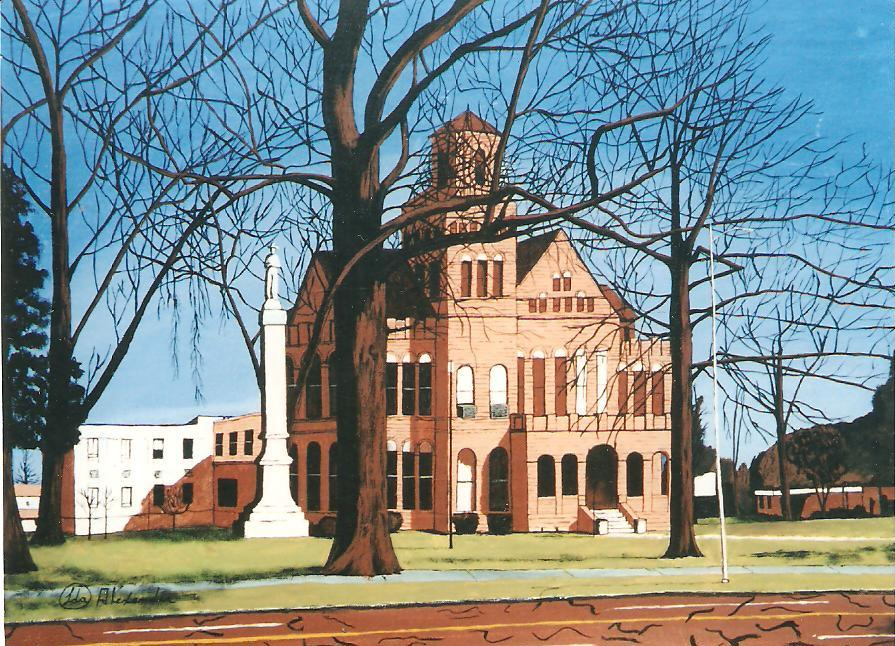
Greenville Courthouse
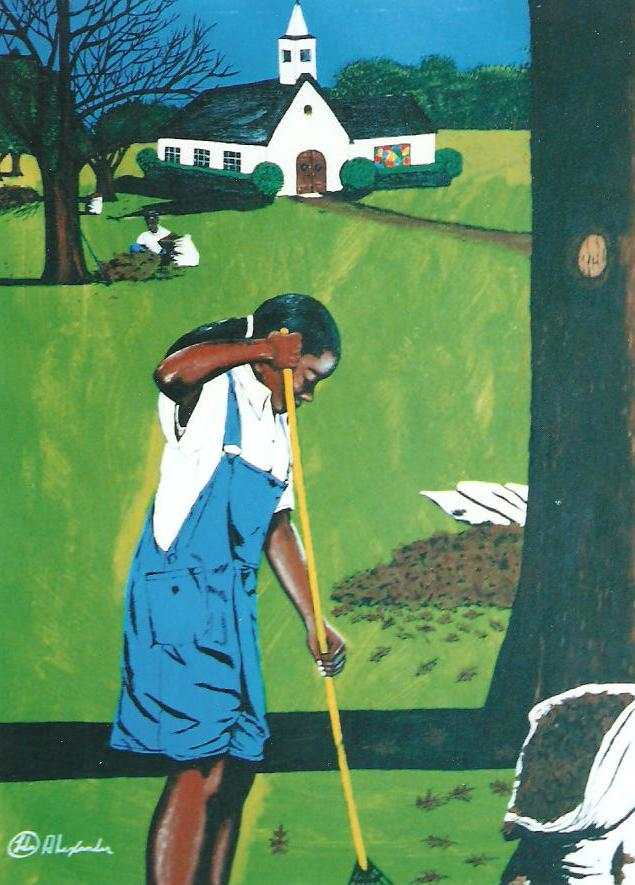
Helping Out
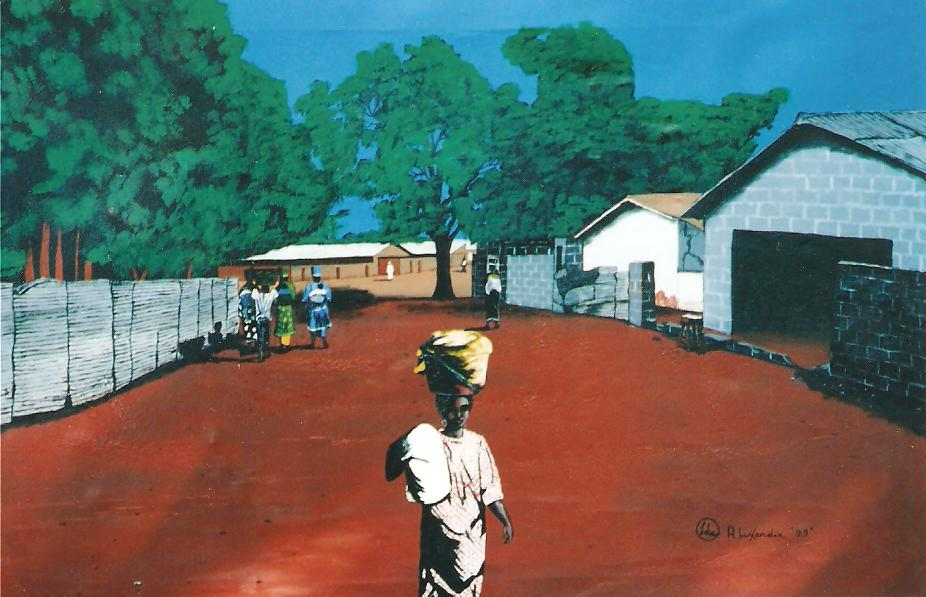
African Mothers
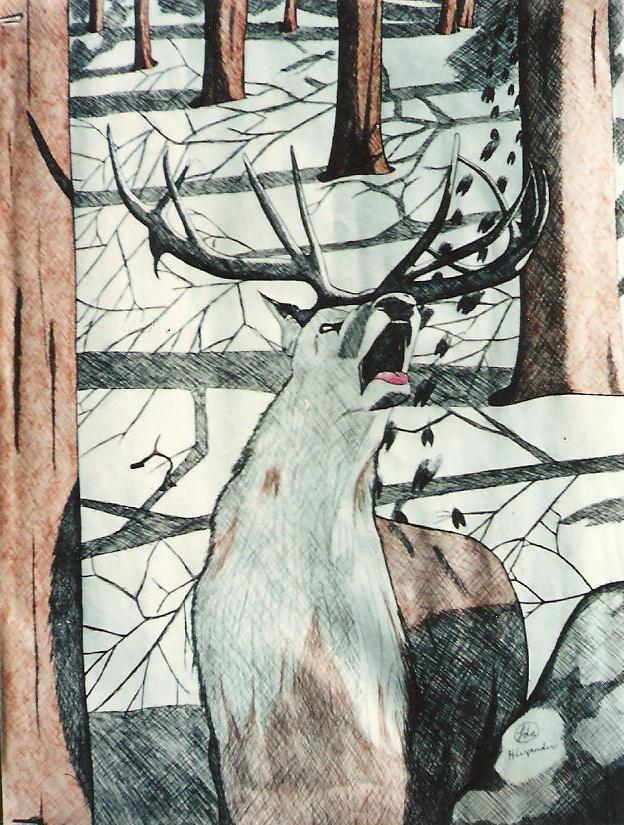
Moose Call
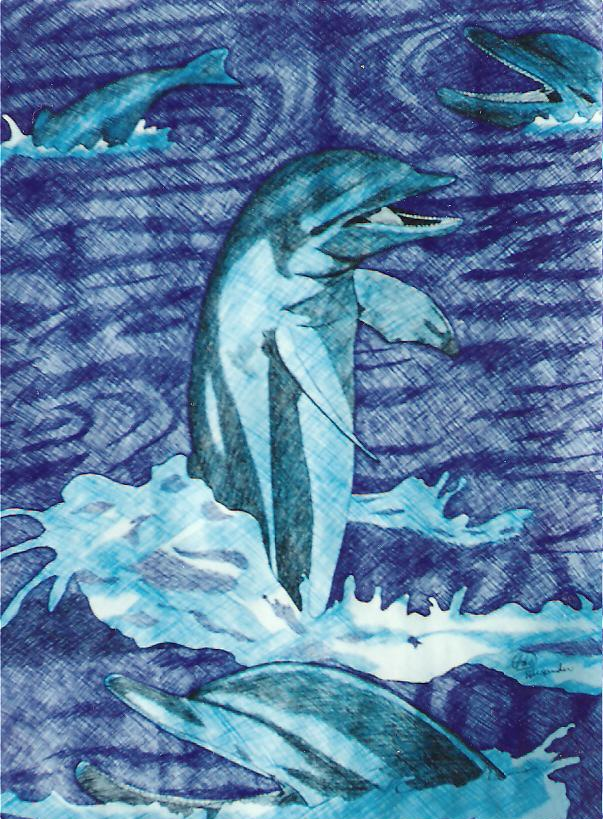
Princess of the Blue
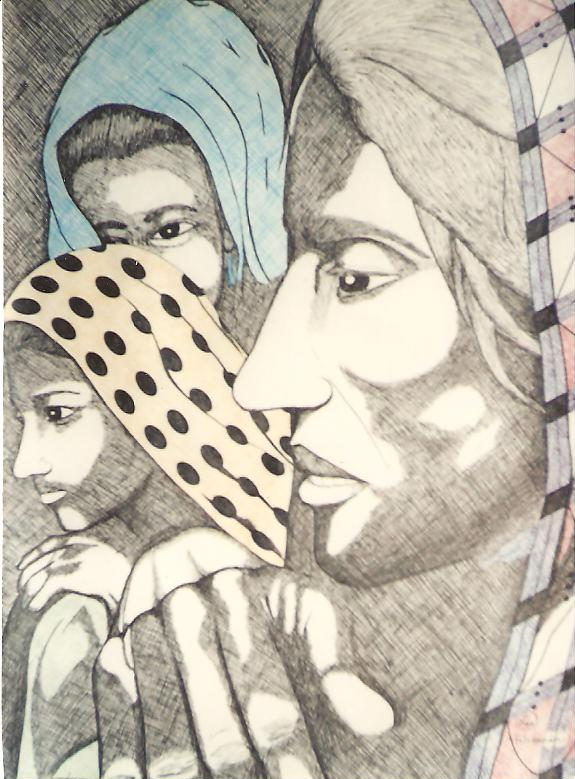
Daughter's Loyalty
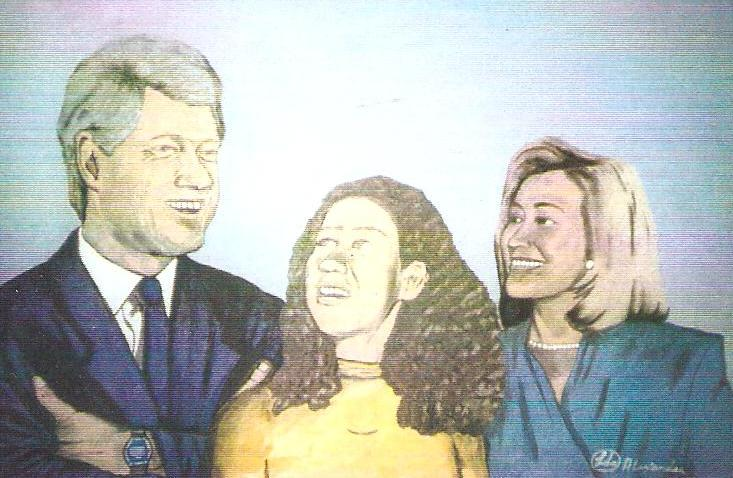
Clinton Family Portrait

### Carriera letteraria
Nel 2001, Alexander ha pubblicato il suo primo libro, African-American History at a Glance, che include molti disegni a penna di afroamericani che contribuirono sostanzialmente alla storia dell'America. Il libro di Alexander è stato usato per creare testi di supporto dall'Irving Independent School District per migliorare la documentazione della storia americana nelle scuole superiori locali nel 2002.
Nel 2006, Alexander ha pubblicato il suo secondo libro, Sunday School Lessons from the Book of Acts of the Apostles, dove ha assecondato la richiesta che dichiara di aver ricevuto da Dio di insegnare la Bibbia. Il libro è stato il primo di una trilogia auto-pubblicata, seguito da Sunday School Lessons from the Gospel according to John Mark nel 2006 e Sunday School Lessons from the Apostle Paul's Letter to the Romans nel 2007. I suoi altri libri comprendono Home Bible Study Commentaries form the Gospel of John (2008) e Home and Church Bible study Commentaries from the Book of Hebrews (2009). Inoltre Alexander pubblica due approfondimenti online sulla Bibbia settimanalmente.